# Grzybówka niebieskawa

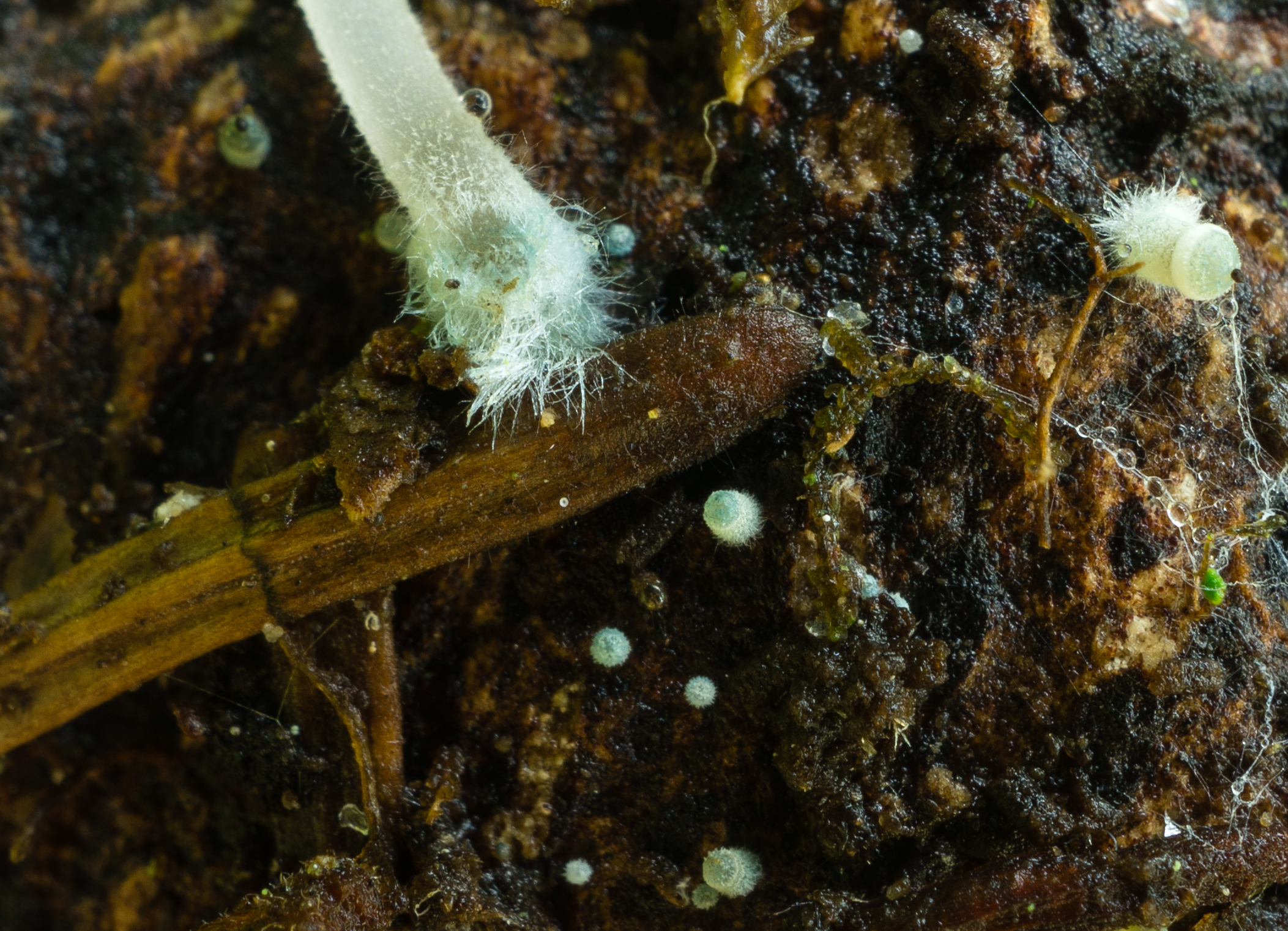
Niebieska grzybnia u podstawy młodych owocników

Grzybówka niebieskawa (Mycena subcaerulea Sacc.) – gatunek grzybów z rodziny grzybówkowatych (Mycenaceae). 

## Systematyka i nazewnictwo
Pozycja w klasyfikacji według Index Fungorum: Mycena, Mycenaceae, Agaricales, Agaricomycetidae, Agaricomycetes, Agaricomycotina, Basidiomycota, Fungi.
Takson ten opisał w 1887 r. Pier Andrea Saccardo. Synonim: Agaricus subcaeruleus Peck 1793. Nie jest natomiast synonimem Agaricus subcaeruleus With. 1792.
Polską nazwę zaproponował Władysław Wojewoda w 2003 r.

## Morfologia
Kapelusz
Średnica do 2 cm, początkowo stożkowaty, potem szeroko stożkowaty, w końcu dzwonkowaty. Brzeg zazwyczaj podwinięty. Podczas wilgotnej pogody jest śliski i lepki. Powierzchnia gładka, ewentualnie przy brzegu ziarenkowata lub pylista, u młodych owocników niebieska, wkrótce jednak brązowa do szarobrązowej z niebieskawym brzegiem.
Blaszki
Przyrośnięte do trzonu; dość gęste lub gęste, białawe lub bladoszare.
Trzon
Wysokość 3–8 cm, grubość 1–2 mm, kruchy, walcowaty, wydrążony. Powierzchnia drobno oprószona, początkowo przy wierzchołku niebieskawa, ale wkrótce ogólnie szaro do brązowawa. Podstawa pokryta grzybnią, początkowo niebieską, ale wkrótce białą.
Miąższ
Bez wyraźnego zapachu i smaku.
Cechy mikroskopowe
Zarodniki 6–8 × 6–7 µm, młode amyloidalne, w stanie dojrzałym słabo amyloidalne, niemal kuliste, gładkie. Brak pleurocystyd. Cheilocystydy liczne, 32–60 µm długości, cylindryczne lub prawie wrzecionowate. Strzępki w skórce kapelusza typu ixotrichoderma. 

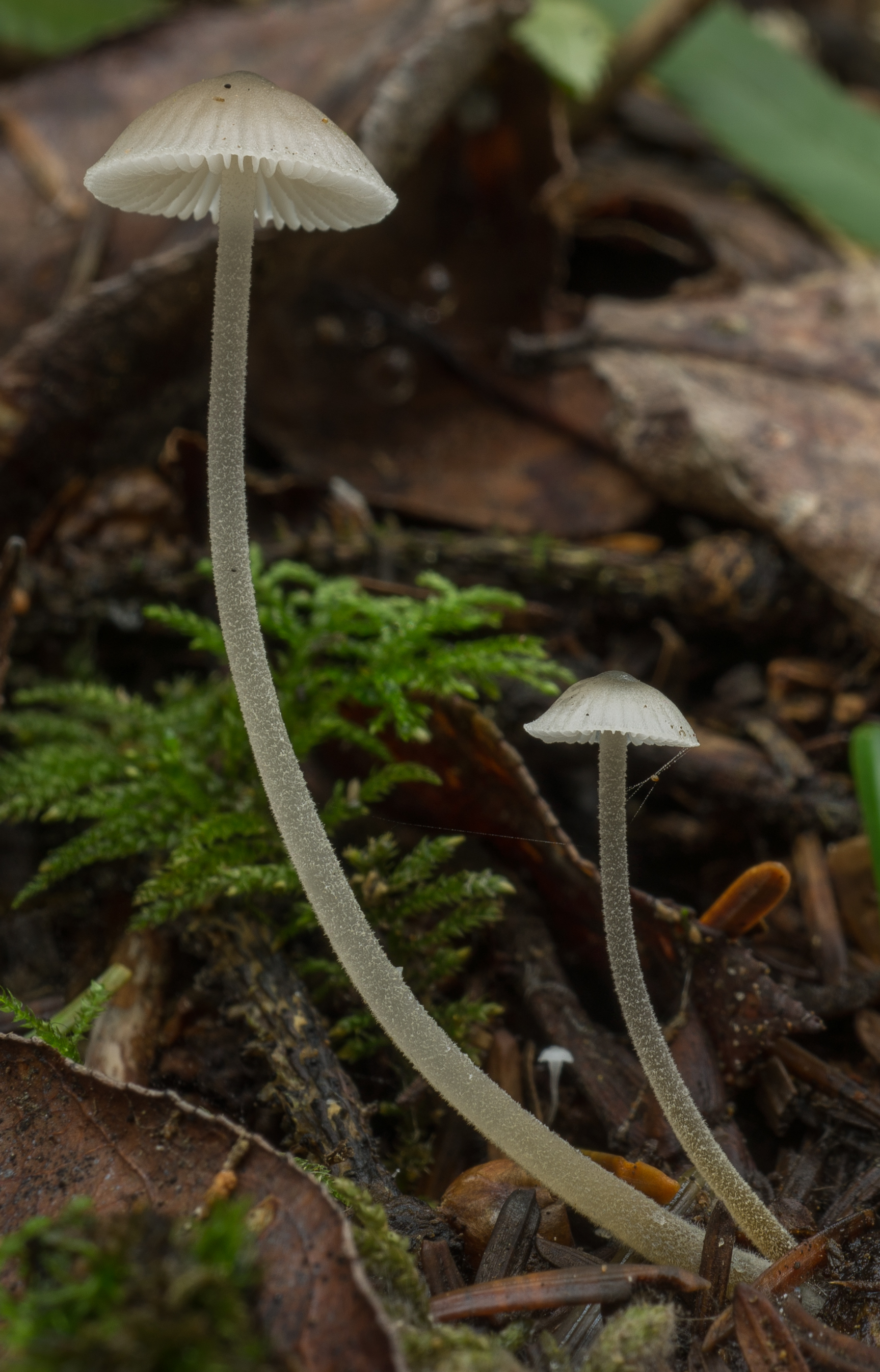
Starsze owocniki tracą niebieskawą barwę

## Występowanie i siedlisko
Grzybówka niebieskawa w Ameryce Północnej występuje na wielu stanowiskach. W Polsce do 2003 r. jedyne jej stanowisko podał Władysław Wojewoda w Puszczy Niepołomickiej w 1999 r. z uwagą, że jej rozprzestrzenienie i stopień zagrożenia nie są znane.
Grzyb saprotroficzny. Występuje w lasach liściastych. W Ameryce Północnej rośnie na szczątkach twardego drewna, zwłaszcza dębów. Owocniki samotnie lub w rozproszeniu, często na pniakach lub w ich pobliżu. Pojawiają się wiosną i ponownie jesienią. 

## Gatunki podobne
Łatwe do identyfikacji są tylko młode owocniki grzybówki niebieskawej o niebieskawej barwie. Barwa ta szybko jednak zanika i starsze owocniki stają się trudne do identyfikacji. Wówczas konieczna jest żmudna identyfikacja na podstawie cech mikroskopowych. Podobna jest grzybówka modrooliwkowa (Mycena amicta), ale rośnie na drewnie drzew iglastych. Pod mikroskopem ma zarodniki eliptyczne, a nie prawie kuliste. 